# Saločiai
Saločiai est une petite ville de Lituanie. Elle est située dans le nord-est du pays, sur la Musa, près de la frontière lettone. Administrativement, elle relève de la municipalité du district de Pasvalys, ans l'apskritis de Panevėžys. Au recensement de 2011, elle comptait 720 habitants.

## Histoire
Le 29 mars 1703, la bataille de Saladen se déroule près de Saločiai. Cet affrontement de la grande guerre du Nord est une victoire des troupes suédoises contre les armées russe et polonaise.